# Toulouse Football Club (1937)
Il Toulouse Football Club era una società calcistica di Tolosa, Francia. Vanta 1 Coppa di Francia e 19 stagioni di militanza nella massima serie. Nonostante abbia la stessa denominazione dell'attuale squadra della città, l'una non è la continuazione dell'altra.

## Storia
La società è fondata il 20 marzo 1937. Ottiene subito la licenza professionistica e viene integrata in Division 2. Milita per due anni nella cadetteria, prima che la guerra interrompa tutte le attività sportive. Al termine delle ostilità belliche, nella stagione 1945-46, il Tolosa si piazza secondo nel girone sud della seconda divisione ed ottiene la promozione in Division 1.
L'avventura in massima divisione inizia sotto buoni auspici; il primo incontro in assoluto si conclude con una rotonda vittoria per 5-0 contro il Le Havre. A fine stagione giunge un 14º posto che vale la salvezza.
Per le 3 stagioni successive, la squadra intraprende un costante miglioramento in classifica, arrivando a centrare il 4º posto nel 1950. L'anno dopo, un campionato sottotono si conclude con il 17º posto che vale la retrocessione. Dopo soli 2 anni di permanenza nella serie inferiore, il Tolosa torna nell'élite nel 1953.
Da neopromossa arriva subito un 4º posto in campionato, cui fa seguito la migliore stagione della propria storia, la 1954-55, culminata nel 2º posto alle spalle dello Stade de Reims, insieme al Nizza la squadra francese più vincente degli anni cinquanta.
Nel 1956-57, il Tolosa, in una stagione senza infamia e senza lode in campionato, conclusa all'8º posto, conquista il trofeo più importante della sua storia, la Coppa di Francia, vinta sconfiggendo in finale con uno spumeggiante 6-3 l'Angers SCO.
Il Tolosa mantiene il suo posto nella massima divisione ininterrottamente fino al 1966-67. In questa stagione la squadra partecipa per l'unica volta nella sua storia alle coppe Europee (in Coppa delle Fiere) e conclude il campionato al 17º posto, salvandosi in seguito a degli spareggi.
| Stagione | Torneo            | Turno         | Nazione            | Squadra        | Andata | Ritorno | Totale |
| -------- | ----------------- | ------------- | ------------------ | -------------- | ------ | ------- | ------ |
| 1966-67  | Coppa delle Fiere | Trentaduesimi | Romania (bandiera) | Dinamo Pitesti | 3-0    | 1-5     | 4-5    |

Sovvengono a questo punto problemi finanziari che costringono ad uno spostamento a Saint-Ouen dove la squadra si fonde con il Red Star, decretando la momentanea scomparsa del calcio di massima serie dalla città di Tolosa. L'attesa dura tre anni; nel 1970 viene fondata la nuova società del Toulouse Football Club.

## Palmarès

### Competizioni nazionali
- Coppa di Francia: 1

1956-1957
- Campionato francese di seconda divisione: 1

1952-1953

### Altri piazzamenti
- Campionato francese:

Secondo posto: 1954-1955
- Coppa di Francia:

Finalista: 1940-1941
Semifinalista: 1944-1945, 1965-1966
- Supercoppa francese:

Finalista: 1957
- Coppa Charles Drago:

Finalista: 1953
- Campionato francese di seconda divisione:

Secondo posto: 1945-1946 (gruppo sud)